# نموذج الفيضان والانتشار
يُستخدم نموذج الفيضان والانتشار في البحث النفسي لفحص تأثير نطاق العمل على نطاق المنزل وبالتالي انتقال المشاعر المرتبطة بالعمل من الموظف إلى الآخرين في منزله (وخاصة شريكه). صُنفت الطرق التي يمكن أن تنتقل عبرها الحالة إلى آليتين مختلفتين هما: الفيضان والانتشار.

## الفيضان

### صراع العمل والعائلة: الفيضان السلبي
تنطبق تأثيرات الفيضان على الحالات التي يحدث فيها شكلٌ من أشكال الصراع بين الأدوار. ولذلك فإن دور الإنسان في العمل يمكن أن يضع ضغطًا على دوره في المنزل، والعكس بالعكس. يشير ذلك إلى إمكانية وضع تصنيف إضافي بين نوعين مختلفين من الصراع بين الأدوار. الأول هو صراع العمل والعائلة ويشير إلى حالةٍ تؤدي فيها الضغوطات التي يتعرّض لها الفرد في العمل إلى تأثيراتٍ غير مرغوبةٍ على الدور الذي يقوم به في العائلة. والثاني هو صراع العائلة والعمل ويشير إلى حالةٍ تؤدي فيها الضغوطات التي يتعرّض لها الفرد ضمن عائلته إلى تأثيراتٍ غير مرغوبةٍ على الدور الذي يقوم به في العمل. ومن الأمثلة على تأثير الفيضان هذا: الحالات التي يشعر فيها الأفراد بحاجةٍ إلى التقليل من وقت الراحة (النطاق الشخصي) نظرًا لعبء العمل (إطار العمل). حتى الآن، وجدت عدة دراساتٍ أدلةً على تأثير الفيضان.

#### التنبؤ بحدوث الفيضان السلبي
تبيّن أن كلًا من متغيرات نمط الشخصية (مثلًا نمط الشخصية أ والتعبير عن العاطفة بشكلٍ سلبي) وميزات العمل بما فيها ضغط العمل وأوقات العمل غير المرغوبة ومتطلبات العمل العاطفية تلعب دورًا في حدوث صراع العمل والعائلة. وتبيّن أن متطلبات العمل المختلفة بما فيها عبء العمل تُنبئ بقابلية حدوث صراع العمل والعائلة.

### إغناء/ تيسير العمل والعائلة: الفيضان الإيجابي
بعيدًا عن المعوقات والتأثيرات السلبية للصراعات بين العمل والعائلة، يمكن أن تحدث تأثيرات إيجابية أيضًا. تدعى هذه العملية إغناء أو تيسير العمل والعائلة.

#### التنبؤ بالفيضان الإيجابي
أظهرت الأبحاث أن الفيضان الإيجابي بصورةٍ عامةٍ يرتبط ارتباطًا وثيقًا بموارد العمل (مثل الدعم الاجتماعي والاستقلال والتلقيم الراجع). كما يرتبط الفيضان الإيجابي ارتباطًا وثيقًا أيضًا بالأداء في العمل والنتائج الأخرى.

### تفسير الفيضان
يدعى أحد الأُطر النظرية التي تُستخدم في تفسير الفيضان السلبي بنظرية نقص الدور. الحجة الأساسية هنا هي أن الناس يملكون كميةً ثابتةً محددةً من الموارد (مثل الطاقة والوقت) وتثار المشاكل عندما تستهلك أدوارٌ مختلفةٌ الموارد ذاتها. على سبيل المثال، عندما يستهلك كل من دور الفرد في العائلة ودوره في العمل مورد الوقت الذي يكون قليلًا، فمن المحتمل أن يحدث نقصًا في أحد هذين الدورين بسبب نقص الوقت المتاح. وأحد الأُطر الأخرى هي نظرية تمدد الدور والتي استخدمت لتفسير الفيضان الإيجابي. وبحسب هذه النظرية، فإن الأفراد ينتجون موارد (مثل المزاج الإيجابي والمهارات) وفرصًا من الأدوار المتعددة التي يقومون بها. ويمكن لهذه الموارد أن تستخدم بدورها في مجالات الحياة المختلفة لتحسين الوظيفة وتشجيع النمو.

## الانتشار
في عملية الانتشار، يحدث انتقال حالةٍ بين شخصين مقربين، تتميز هذه العملية بحدوث الانتقال على المستوى بين الأفراد. هذا يعني أن الانتشار هو عمليةٌ ثنائيةٌ تنتشر فيها حالةٌ من شخص لآخر. أظهرت الدراسات أن هذه العملية يمكن أن تتضمن نقلاً لكلا التجارب الإيجابية والسلبية على حد سواء. ومن الأمثلة على تأثير الانتشار هذا: الحالات التي ينقل بها الفرد مشاعر التوتر أو الإرهاق لشريكه أو شريكته. على سبيل المثال، تشير دراسةٌ أجراها ديميروتي وباكر وشوافيلي (2005) أن شريك موظفٍ يعاني من الاحتراق الوظيفي يحدث لديه احتراق أيضًا.

### التنبؤ بحدوث الانتشار
تبيّن أن الانتشار يكون أكثر قابلية للحدوث في الحالات التي يولي فيها الأفراد انتباهًا شديدًا للآخرين. وكذلك تزداد قابلية الانتشار للحدوث عندما يملك الأفراد ميلًا ذاتيًا للتعلق بالآخرين بدلًا من كونهم فريدين ومستقلين.

### تفسير الانتشار
حدد ويستمان (2006) أن العمليات التعاطفية والمسببات الشائعة للإجهاد والتواصل/ التفاعل على أنها آليات كامنة تفسر تأثير الانتشار. يصبح الشريك عبر العمليات التعاطفية مدركًا للحالة العاطفية لشريكه الآخر ويتأثر به. يمكن أن تزيد المسببات الشائعة للإجهاد مثل الضغوطات المالية حالة الضغط التي يعاني منها كلا الشريكين. أخيرًا، يمكن أن يتوسط التواصل والتفاعل مثل الضعف الاجتماعي ونقص الدعم الاجتماعي عملية انتقال الحالة.

## دمج الفيضان والانتشار: نموذج الفيضان والانتشار
في نموذج الفيضان والانتشار، تُدمج الدراسات والنظريات حول الفيضان والانتشار معطيةً نموذجًا يقترح التالي: أولًا، تفيض التجربة في إطار العمل على الإطار الشخصي. نتيجة لذلك، تنتشر التجارب من شريك لشريكه الآخر عبر التفاعل الاجتماعي. كما فُسر في القسم السابق، يمكن أن تشمل هذه العملية كلا التجارب الإيجابية والسلبية. وجدت دراساتٌ سابقةٌ نتائج تدعم نموذج الفيضان والانتشار. ومع ذلك، كُرّست جهود هذه الأبحاث على دراسة الفيضان والانتشار السلبيين. أحد الأمثلة على ذلك هي دراسة باكر وديميورتي ودولارد التي تظهر أن دور الفرد في العمل يتعارض مع دوره في الأسرة عندما يزداد عبء العمل وتزداد الاحتياجات العاطفية. تزداد متطلبات الشريك الحميم للموظف في المنزل (مثل عبء الأعمال المنزلية) كنتيجة للتصرفات السلبية للموظف. في النهاية، يعاني الشريك من مستويات مرتفعة من الإجهاد.

## تطبيقات عملية
أحد أهم تطبيقات نموذج الفيضان والانتشار ألا يركز الموظف فقط على التعارضات التي تقلل من المتطلبات الأسرية المتصارعة مع أدوار العمل (مثل برامج رعاية الأطفال وأوقات العمل البديلة) بل يركز أيضًا على الممارسات التي تؤثر على ظروف العمل (مثل متطلبات العمل والموارد) وكيف تؤثر على حياته الأسرية.